# Blaf
Blaf je regionální country hudební skupina z Jablunkovska zpívající ve slezském nářečí. Skupina byla založena v Hrádku v roce 1985.

## Zajímavosti
Originalita skupiny je používaný jazyk, díky které si je veřejnost začala všímat. Tato originalita má i své zápory, a to především proslavení skupiny pouze v regionu a nesrozumitelnost pro česky i polsky mluvící populaci. Pro české obyvatelstvo může připadat skupina, že zpívá polsky a naopak.
Skupina se díky internetu těší oblibě i mimo hranice České republiky a to např. v Rusku, USA nebo Austrálii.

## Budoucnost
Kapela nemá plány do budoucna měnit ani styl, ani jazyk.

## Diskografie

### Studiová alba
- Gorolgrass I a II (1994)
- Hity (1995)
- Nie beje to lehki (1999)
- Tustela (2002)
- Pop-Jewki (2005)
- Jadymy dali (2008)
- Rok (2012)
- Obrozki (2016)
- Szufloda (2020)
- "Fórt dokoła" (2025)

### Singly
- „Hrobnik“ (2023)
- „Nadrzistane“ (2023)
- „Brzidocy se smiejom“ (2023)
- „Izrael“ (2023)

Skupina Blaf vystupuje také jako host na živém albu Jaromíra Nohavici Jarek Nohavica a přátelé (2014).